# Krzywołuka
Krzywołuka (ukr. Криволука, Krywołuka) – wieś na Ukrainie, w  rejonie czortkowskim obwodu tarnopolskiego, w hromadzie Białobożnica.
W II Rzeczypospolitej miejscowość w powiecie czortkowskim województwa tarnopolskiego.
W latach 1941–1944 r. nacjonaliści ukraińscy z OUN-UPA  zamordowali tutaj 7 Polaków.

## Zabytki
- zamek[2]